# Работа в инертной атмосфере
Работа в инертной атмосфере — общее название ряда приёмов и методов, используемых в химических лабораториях для работы с веществами, чувствительными к действию воздуха. Работа в инертной атмосфере предотвращает деструкцию веществ компонентами воздуха, чаще всего водой и кислородом; реже — углекислым газом и азотом. Общими свойствами всех приёмов работы в инертной атмосфере являются удаление воздуха из реакционного пространства при помощи вакуума, а также использование инертных газов, таких как аргон или азот.
Наиболее распространёнными приёмами работы в инертной атмосфере являются использование главбоксов и линий Шленка. В обоих случаях вся стеклянная посуда (чаще всего трубки Шленка) должны быть тщательно высушены перед использованием. Для удаления адсорбированной воды иногда используют пламя газовой горелки. Чаще всего для высушивания посуды пользуются приёмом, получившим название удаление-перезаполнение (purge-and-refill). Посуда помещается под вакуум (для удаления атмосферных газов и следов воды) а затем заполняется сухим инертным газом. Этот цикл повторяется несколько раз. Одним из отличий в использовании главбоксов и линий Шленка является способ применения удаления-перезаполнения. При использовании главбоксов посуда и оборудование высушиваются в так называемом шлюзе — специальном пространстве, соединённом как с внутренней частью главбокса, так и с внешней средой. При использовании же линии Шленка операция удаление-перезаполнение применяется только ко внутренней части посуды и оборудования, в котором будет проводиться химическая реакция.

## Главбокс

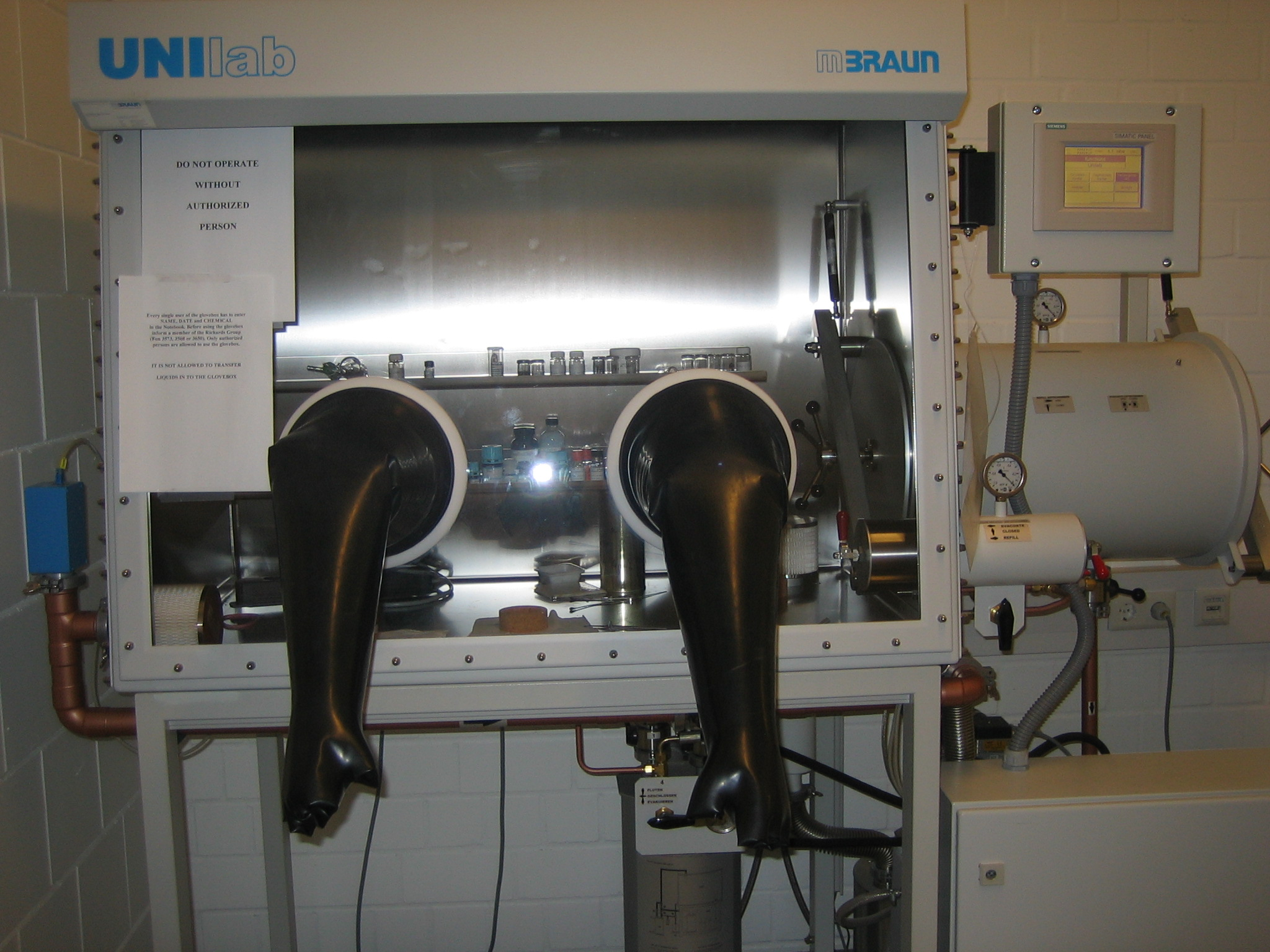
Главбокс. Видны две перчатки используемые для работы. Справа находится шлюз

Наиболее простым приёмом работы в инертной атмосфере является использование главбоксов. При работе в главбоксе возможно использование практически всего арсенала лабораторных методов и приёмов. Главными недостатками являются высокая стоимость самого главбокса, а также ряд неудобств, возникающих при работе в толстых перчатках с тонкими и хрупкими приборами.
При работе в главбоксе может быть использовано стандартное лабораторное оборудование. Поскольку главбокс обладает закрытой циркулирующей атмосферой, при работе с ним нужно соблюдать некоторые дополнительные меры предосторожности. Так, например, существует возможность перекрёстного загрязнения образцов внутри главбокса в случае, когда он совместно используется несколькими химиками для одновременной работы с легколетучими реагентами разных типов.
Существует два основных способа применения главбокса в препаративной химии. В более консервативном методе он используется исключительно для взвешивания и открытых манипуляций с чувствительными реагентами. Сами химические реакции проводятся вне главбокса с использованием техники Шленка. Таким образом, главбокс используется только в наиболее ненадежных с точки зрения сохранения герметичности стадиях эксперимента. В более либеральном методе, главбокс используется для всех стадий эксперимента, включая операции с растворителями, непосредственное проведение реакции, обработку и выделение продуктов, а также подготовку образцов для анализа.
Некоторые реагенты и растворители нежелательно использовать непосредственно в главбоксе, хотя в конечном итоге это зависит от задач и стиля работы научной группы. Внутренняя атмосфера прибора подвергается постоянной деоксигенации с использованием медного катализатора. Поэтому некоторые летучие реагенты, такие как галогениды, а также вещества с сильной координирующей способностью, такие как фосфины и тиолы, могут вызывать необратимое отравление медного катализатора. Для проведения экспериментов с такими веществами гораздо предпочтительнее использовать технику Шленка.
Проведение реакции с фосфинами и тиолами в принципе возможно, хотя при этом медный катализатор будет нуждаться в более частой замене. Последний вариант более приемлем с точки зрения воздействия на окружающую среду.

## Линия Шленка

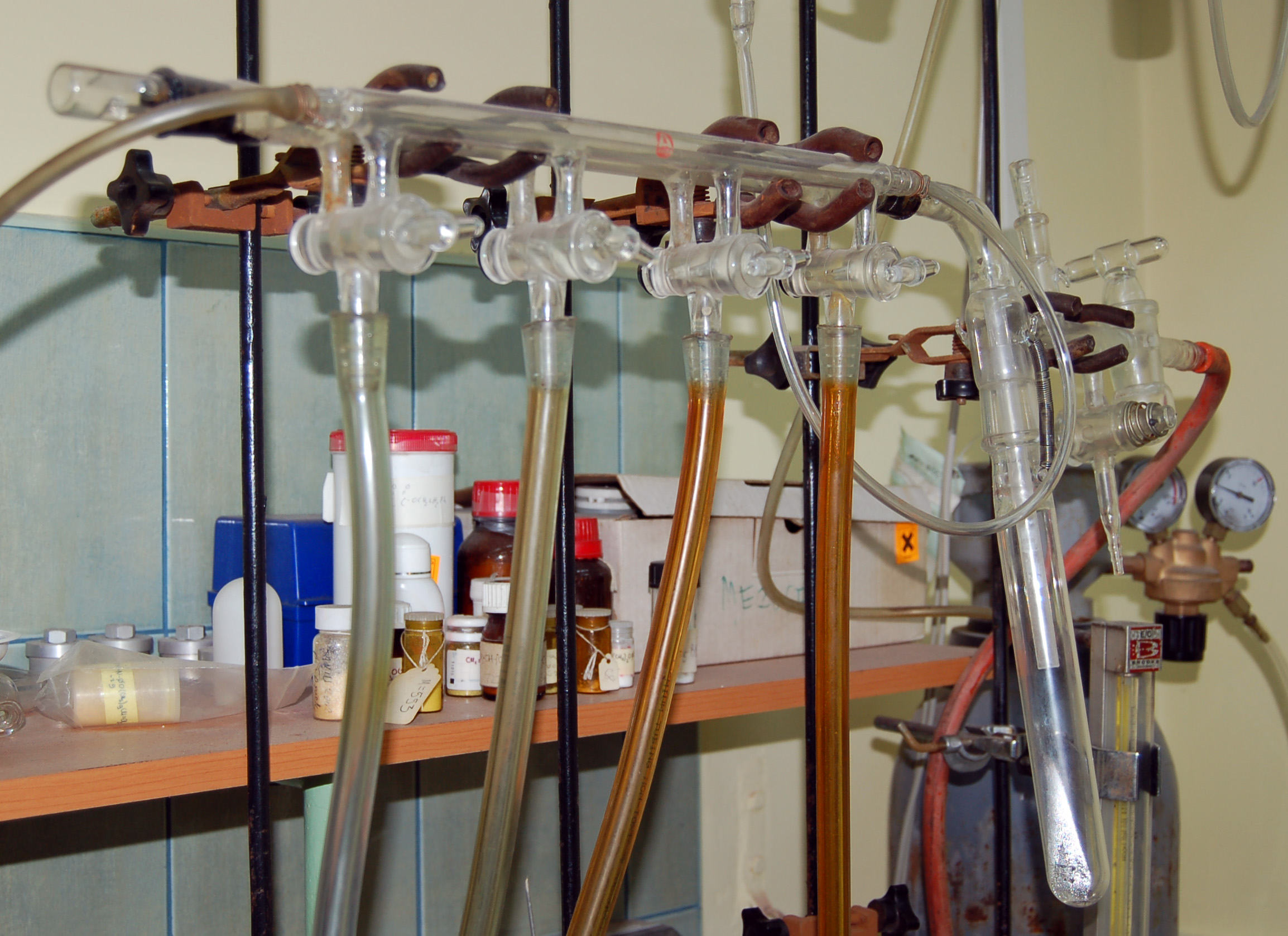
Общий вид линии Шленка с 4 портами

Использование линии Шленка даёт возможность исследователю проводить многие эксперименты в атмосфере инертного газа. Основные особенности метода:
- противоточное введение, при котором стабильный на воздухе реагент добавляется в реакционную ёмкость против тока инертного газа.
- использование шприцов и резиновых пробок для добавления жидкостей и растворов.
- для транспортировки растворов чувствительных веществ из одного сосуда в другой применяется специальная техника, в которой используется резиновые пробки, и иглы, соединённые длинной трубкой (катетером). Жидкость перетекает из одного сосуда в другой под действием вакуума или давления инертного газа.[2] Использование катетера для переливания тетрагидрофурана из правой колбы в левую

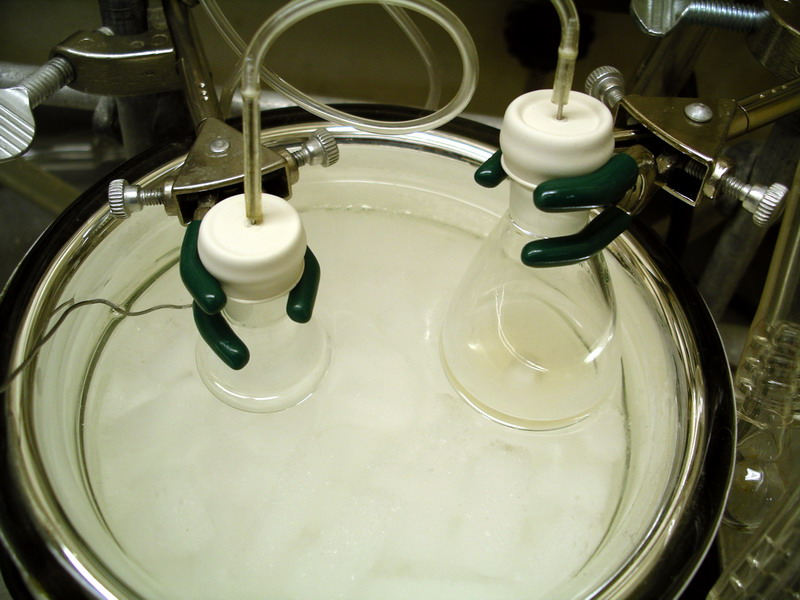
Использование катетера для переливания тетрагидрофурана из правой колбы в левую

Различные части приборов соединяются между собой при помощи герметичных шлифов. Использование специального стеклянного оборудования, такого как трубки Шленка и колбы Шленка, даёт исследователю возможность использовать многие стандартные методы обработки реакционных смесей и очистки продуктов реакции.

## Очистка газов и растворителей
Коммерчески доступные очищенные инертные газы (аргон и азот) используются в лабораторной практике без дополнительной обработки. Однако, перед использованием в манипуляциях с водо- и воздухочувствительными реагентами газы должны быть подвергнуты дополнительной очистке и осушению. Так, пропусканием инертного газа сквозь прогреваемую колонку с медным катализатором, газ может быть очищен от следов кислорода за счёт связывания последнего в виде оксида меди. Следы воды могут быть удалены путём продувания газа сквозь колонку, заполненную осушителем, таким как пентаоксид фосфора или молекулярные сита.
Важным аспектом работы в инертной атмосфере является использование чистых сухих растворителей, не содержащих кислорода. Некоторые коммерчески доступные растворители удовлетворяют этим требованиям. Ёмкости с такими растворителями содержат соответствующую маркировку. Их можно помещать непосредственно в главбокс и использовать без дополнительной очистки. При использовании коммерчески доступных сухих растворителей в опытах с линией Шленка, желательно провести дополнительную дегазацию и осушку.

### Дегазация
Существуют два общих метода дегазации растворителя.
Первый, характеризуемый последовательностью действий охлаждение-откачка-нагревание (freeze-pump-thaw) заключается в следующем. Растворитель охлаждается жидким азотом, после чего ёмкость, содержащая его, вакуумируется. Далее сосуд отделяется от вакуумной линии (как правило перекрыванием специального крана на трубке Шленка) и помещается в тёплую воду для оттаивания. При этом выделяются пузырьки воздуха, захваченные при кристаллизации растворителя. После полного оттаивания сосуд продувается инертным газом.
Второй метод осушки заключается в перемешивании растворителя и обработке его ультразвуком. При этом ёмкость с растворителем вакуумируется. Первыми выделяются пузырьки растворённых газов. Как только растворитель начинает испаряться, сосуд заполняют инертным газом. Операцию повторяют трижды.

### Осушка
Обычно растворители осушаются перегонкой над подходящим осушающим агентом в инертной атмосфере.
Важным осушающим реагентом для такого рода перегонок является тандем натрий-бензофенон. Помимо высокой скорости осушки, его использование даёт возможность визуально контролировать прохождение процесса. Изменение окраски от грязно-жёлтой, через зелёную в интенсивную голубую, обусловленную кетильным анион-радикалом, является индикатором отсутствия в растворе воды и следов кислорода.
Однако, поскольку такие перегонки являются пожароопасными, их всё чаще заменяют более безопасными способами осушки. В частности, распространено фильтрование дегазированного растворителя сквозь колонку, заполненную активированным алюминием.

## Альтернативные способы
Оба метода проведения реакции в инертной атмосфере требуют наличия специального, подчас дорогостоящего оборудования. В случаях, когда отсутствие кислорода в реакционной атмосфере не является строгим условием, возможно применение других методов и приёмов. Например, для получения реактивов Гриньяра, которые гидролизуются водой, достаточно изолировать реакционную атмосферу от внешней среды трубкой, заполненной хлоридом кальция («хлоркальциевая трубка»).
Иногда используется осушка in situ, например, с помощью молекулярных сит или азеотропной отгонки воды из реакционной смеси.

## Галерея

Треугольник Перкина: перегонка жидкостей без доступа воздуха
Фильтрация в инертной атмосфере
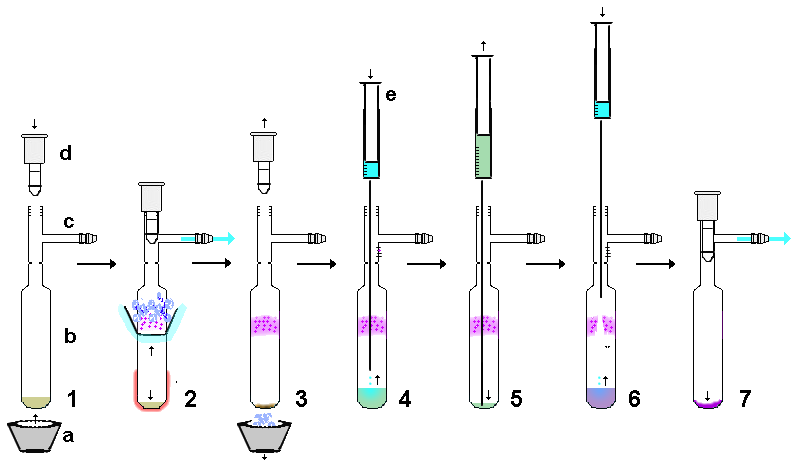
Сублимация в инертной атмосфере
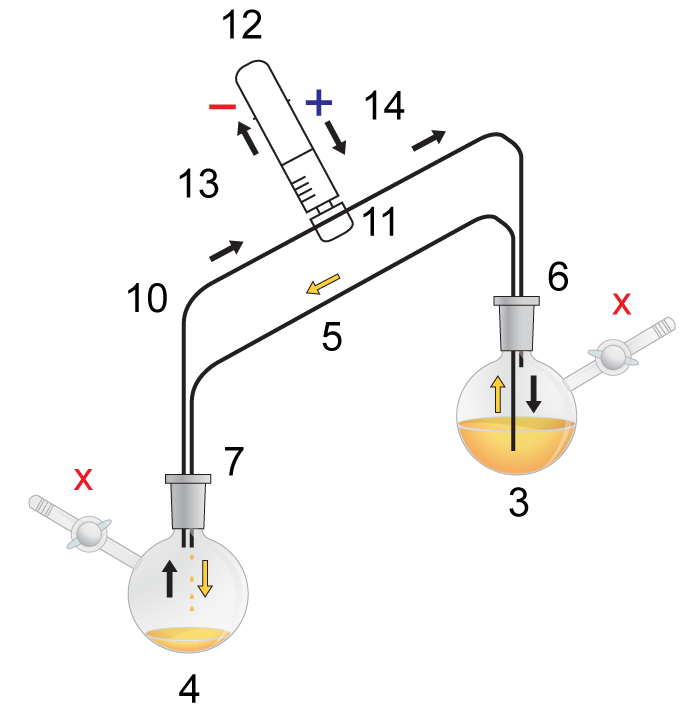
Переливание: шприцевый клапан
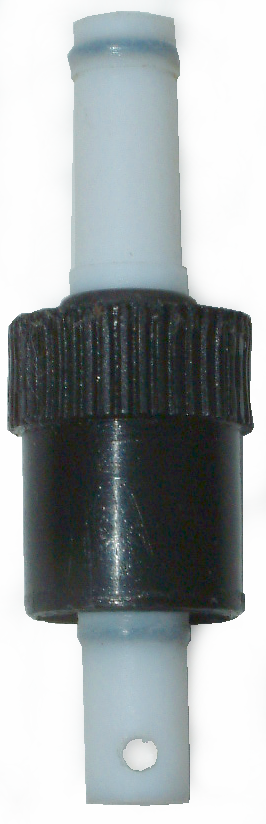
Тефлоновая насадка для воздухочувствительных ЯМР образцов